# Balas & Bolinhos – O Último Capítulo
 Balas & Bolinhos – O Último Capítulo (portugiesisch für: Kugeln und Kroketten – Das letzte Kapitel) ist eine Action-Kriminalkomödie des portugiesischen Regisseurs Luís Ismael aus dem Jahr 2012.
Es war der dritte und erfolgreichste Teil der Balas & Bolinhos-Trilogie, die dank der überzeichneten Charaktere und deren ungezügelter Umgangssprache mit viel Lokalkolorit viele Zuschauer und einen anhaltenden Kultstatus vor allem bei einem eher jungen Publikum erreichte. Mit zahlreichen Anspielungen auf Action- und Martial-Arts-Filme, ist der Film technisch aufwändiger, mit mehr professionellen Darstellern besetzt, und mit der Mitwirkung vietnamesischer Filmschaffender auch internationaler als seine Vorgänger.

## Handlung
Tone kehrt aus Asien zurück, um seinen todkranken Vater zu retten, nachdem seine sehr unterschiedlichen Geschwister sich nicht um ihn kümmern. Tone, Mastermind der kleinen Gaunerbande, findet seine drei Kumpanen Rato, Culatra und Bino allerdings mal wieder in Schwierigkeiten vor: Rato schlägt sich erfolglos als Schlagersänger durch, Culatra praktiziert völlig illegal als Arzt, und Bino versucht sich als untalentierter Straßenkünstler.
Unter der Leitung ihres Anführers Tones wagen sie sich erneut in kriminelle Abenteuer, um eine rettende Spenderleber für den kranken Vater Tones zu finden und sich nebenbei für immer aller Geldsorgen zu entledigen.
Jedoch kommen ihnen dabei wieder eine Reihe mächtiger und skrupelloser Gegner in die Quere. Neben altbekannten sind es diesmal insbesondere eine professionelle fernöstliche Schmuggelorganisation, der die vier ein Dorn im Auge sind. Nur nach einer Reihe heikler Situationen und glücklicher Zufälle kommen sie mit einem blauen Auge davon.

## Produktion und Rezeption
Die Filmproduktionsgesellschaft Lightbox produzierte den Film, der in Portugal und Vietnam gedreht wurde. Dieser dritte Teil der Trilogie war der in jeder Hinsicht aufwändigste. So kamen sehr viel mehr Schauspieler zum Einsatz, darunter auch eine Reihe vietnamesischer Darsteller und erneut der bekannte Komiker Fernando Rocha. Dazu wurde an mehr Drehorten als zuvor gedreht und es wurden aufwändigere Spezialeffekte eingesetzt. Das Filmteam setzte sich aus portugiesischen und einigen vietnamesischen Filmschaffenden zusammen, von Produktion über Kamera bis Schnitt.
Nach einer Vorpremiere am 1. September 2012 im Rivoli in Porto startete der Film am 6. September 2012 in den portugiesischen Kinos, wo er auf ein enormes Publikumsinteresse stieß und mit 256.179 verkauften Kinokarten der erfolgreichste portugiesische Film des Jahres wurde. Er wird seither zu den erfolgreichsten portugiesischen Filmen seit 2004 gezählt.
Er war für zwei portugiesische Filmpreise nominiert, einmal beim Caminhos do Cinema Português 2012 und einmal bei den CinEuphoria Awards 2013.
Balas & Bolinhos – O Último Capítulo erschien erstmals 2012 als DVD mit Bonusmaterial bei ZON (heute NOS).
Am 16. März 2019 lief er erstmals im Free-TV, im öffentlich-rechtlichen Sender RTP2, wo er am 1. August 2020 wiederholt wurde.